# Grenzgraben (Liesing)
Der Grenzgraben, auch Grenzbach, ist ein Bach im Wienerwald zwischen Niederösterreich und Wien. Er ist ein Zubringer der Reichen Liesing.

## Verlauf

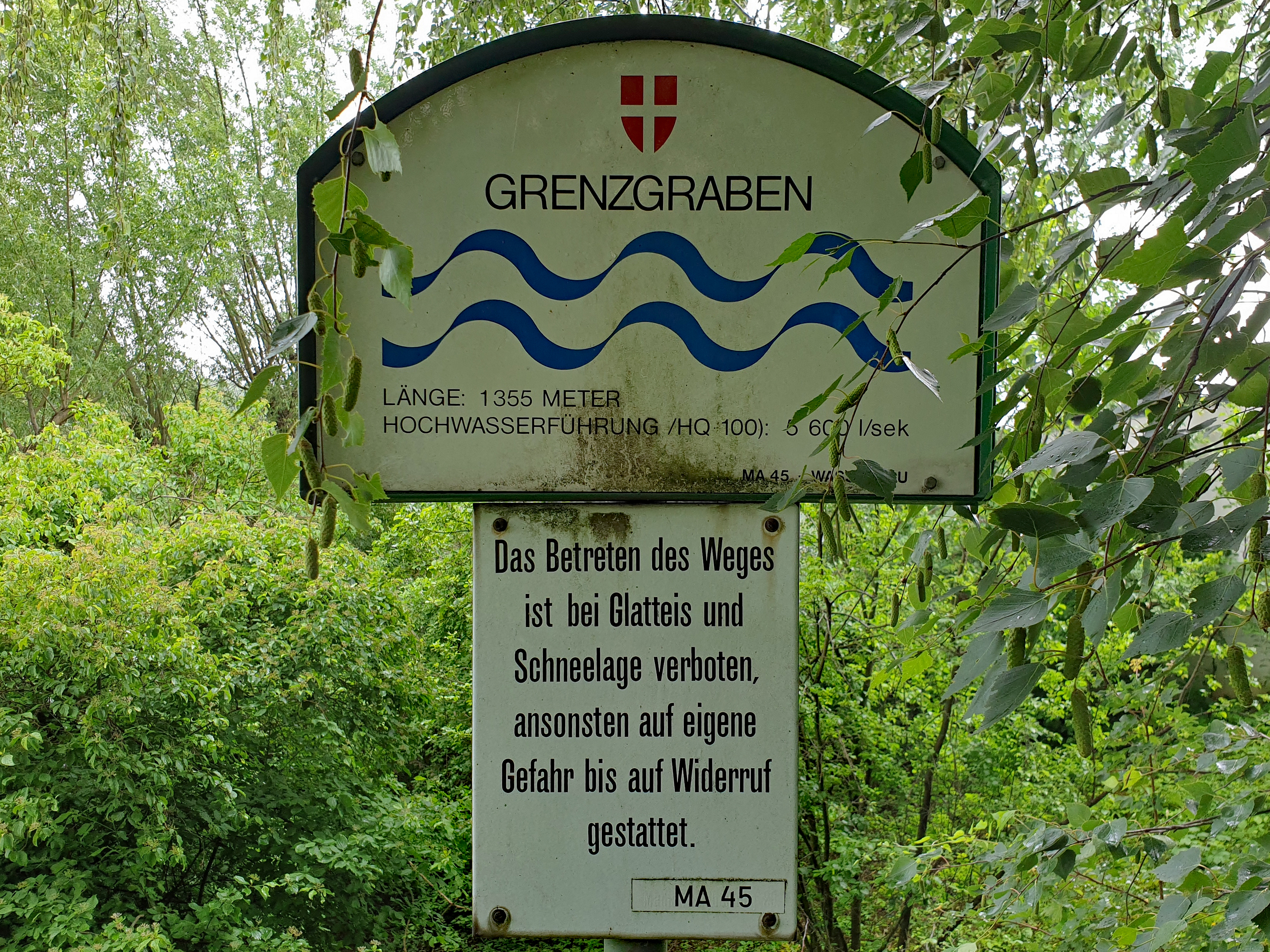
Erklärtafel zum Grenzgraben

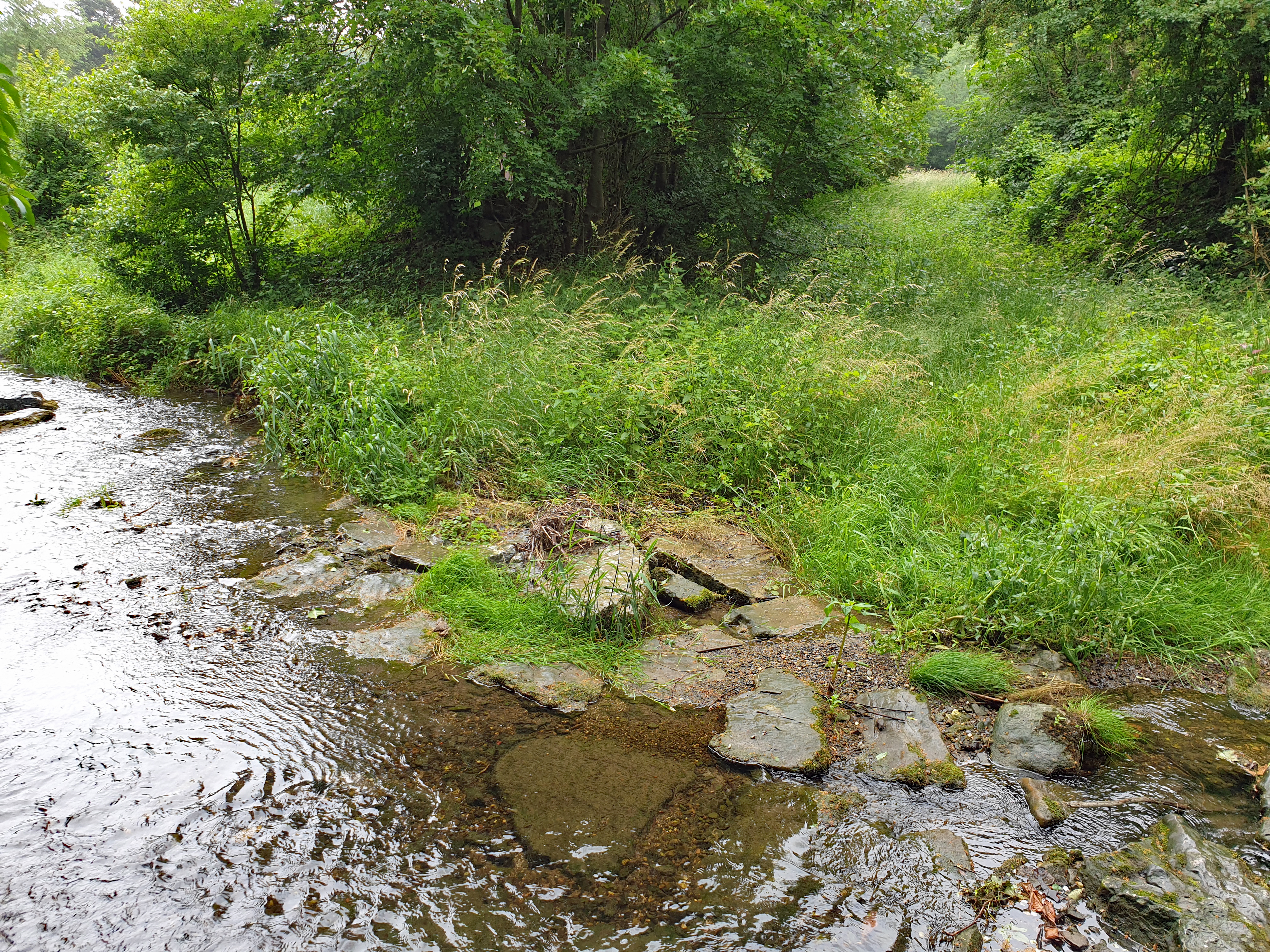
Mündung des Grenzgrabens in die Reiche Liesing

Der Grenzgraben hat eine Länge von 1355 m bei einer Höhendifferenz von 40 m. Sein Einzugsgebiet ist 0,4 km² groß. Der Bach entspringt im Waldgebiet des Wienerwalds und verläuft entlang der Grenze zwischen der niederösterreichischen Gemeinde Breitenfurt bei Wien und dem Bezirksteil Kalksburg des 23. Wiener Gemeindebezirks Liesing. Dabei bildet er einen bis zu 10 m tiefen Tobel. Er unterquert die Breitenfurter Straße und mündet bei der Zangerlestraße linksseitig in die Reiche Liesing.
Beim Grenzgraben besteht keine Gefahr von Überflutungen. Im Fall eines Jahrhunderthochwassers sind weder Infrastruktur noch Wohnbevölkerung betroffen.

## Geschichte
Der Gerinnedurchlass für den Grenzgraben unter der Breitenfurter Straße wurde 1970 errichtet.

## Ökologie
Der Bach verläuft etwa 200 m vor seiner Mündung durch einen kleinen Fischteich, der auch als Laichgewässer für Erdkröten (Bufo bufo) dient. In einem Tümpel etwas weiter bachaufwärts laichen Feuersalamander (Salamandra salamandra). Entlang des Grenzgrabens wachsen Schwarz-Erlen-Eschen-Auwälder.